# Oscar Brown jr.
Oscar Brown jr. (Chicago, 10 oktober 1926 – aldaar, 29 mei 2005) was een Amerikaanse jazzzanger en songwriter.

## Biografie
Naar de wens van zijn vader, de advocaat en vastgoedhandelaar Oscar Brown sr. zou hij eigenlijk zakenman worden. De jonge Oscar Brown jr. prefereerde de muziek en hij maakte al op 15-jarige leeftijd zijn debuut als zanger in de radioshow Secret City.
Brown was vroeg ook politiek betrokken. Op 19-jarige leeftijd trad hij toe tot de communistische partij (en op 29-jarige leeftijd trad hij uit, omdat er ook daar racisten waren). Op 21-jarige leeftijd was hij de eerste radiopresentator, die het dagelijks nieuwsprogramma Negro Newsfront speciaal voor Afro-Amerikanen gestalte gaf. Meermaals werd het programma niet uitgezonden, omdat dit volgens de zenderverantwoordelijke te politiek was en in 1952 werd het uiteindelijk geheel van de zender gehaald. Vervolgens kandideerde hij, weliswaar zonder succes, voor het parlement van de staat Illinois en daarna voor het Amerikaanse congres.
Via de muziekmanager Robert Nemiroff kwam hij in 1958 in contact met Capitol Records/CBS Records en nam hij in 1960 zijn eerste album Sin and Soul …and then some op. Zijn voordracht was geïnspireerd door de muziek van Bertolt Brecht en Lotte Lenya, de muziek was georiënteerd aan soul en hardbop. Tevens maakte hij ook naam als songwriter voor andere jazzzangers, waaronder Max Roach, voor wie hij ook in 1960 voor het conceptalbum We Insist! Freedom Now Suite de teksten schreef. Onder de eersten, die opmerkzaam werden op zijn talent, waren sterren als Abbey Lincoln, voor wie hij Strong Man schreef en Mahalia Jackson, die in 1960 Browns song Brown Baby opnam. Later vertolkten o.a. Nina Simone, Diana Ross en Toni Braxton deze song. Vanaf het begin waren Browns teksten politiek, vertelden ze van het leven van zwarten en van het gevecht voor gelijke rechten.
In de daarop volgende jaren beleefde Brown het hoogtepunt van zijn populariteit. In 1962 presenteerde hij het televisieprogramma Jazz Scene USA. Hij werkte met muzikanten als Max Roach, Dizzy Gillespie, Cannonball Adderley, John Coltrane en Miles Davis. Zijn songs werden gezongen en opgenomen door Dee Dee Bridgewater, Sheila Jordan, Sammy Davis jr., Mel Tormé, Mark Murphy en vele anderen.
Zijn eigen carrière als zanger leed echter onder de problemen, die hem vanwege zijn politieke betrokkenheid werden veroorzaakt. Hij werd nooit een ster, uitgezonderd in een relatief kleine kring van jazzvrienden.
Tot zijn bekendste werken behoren heden de tekst voor Miles Davis' All Blues en songs als Signifying' Monkey, de Work Song en het in de versie van Al Wilson tot hit geworden The Snake.

## Privéleven en overlijden
Uit het huwelijk met Jean Pace Brown stammen vier dochters en een zoon. Oscar Brown overleed in mei 2005 op 78-jarige leeftijd.

## Discografie
- 1960: Sin and Soul …and then some
- 1962: In a New Mood
- 1962: Between Heaven and Hell
- 1963: Tells It Like It Is
- 1965: Mr. Oscar Brown jr. Goes to Washington (live)
- 1965: Finding a New Friend (met Luiz Henrique)
- 1970: Joy (met Jean Pace en Sivuca)
- 1972: Movin' On
- 1973: Brother Where Are You
- 1975: Fresh
- 1995: Then and Now
- 1998: Live Every Minute

- Bibsys: 2058109
- Biblioteca Nacional de España: XX1530838
- Bibliothèque nationale de France: cb141596133 (data)
- Gemeinsame Normdatei: 135020956
- International Standard Name Identifier: 0000 0001 1437 719X
- Library of Congress Control Number: n82159251
- MusicBrainz: fad74575-8a16-4c50-99a5-5d20fda0bd46
- Nationale Bibliotheek van Tsjechië: ola2002159229
- Istituto Centrale per il Catalogo Unico: DDSV045008
- SNAC: w61h3ghz
- Virtual International Authority File: 10057713
- WorldCat: E39PBJvHcmkxvTjGhpVJBgmWXd